# Nikolaus Hoff

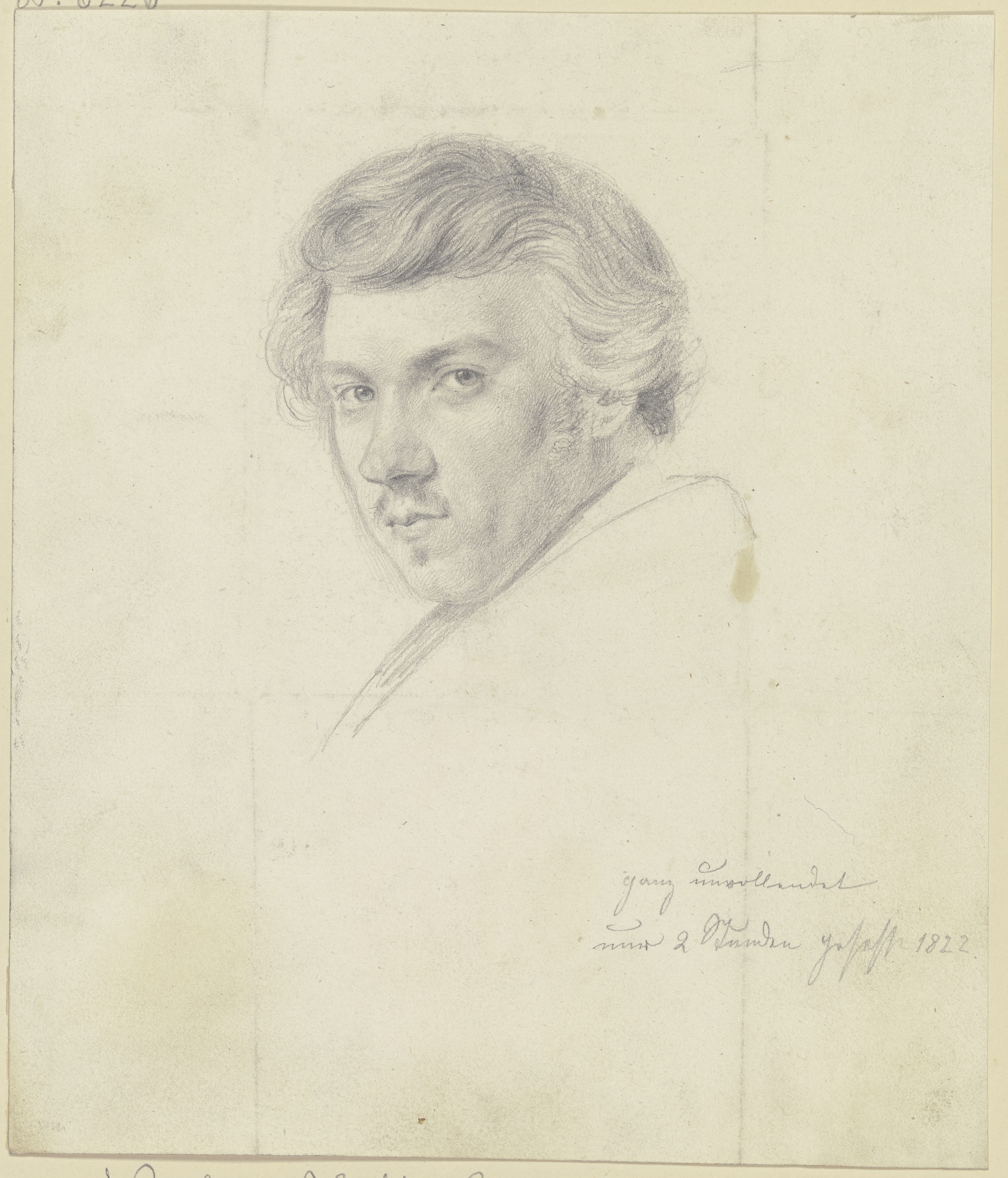
Nikolaus Hoff, gezeichnet von Eugen Eduard Schäffer, 1822

Johann Nikolaus Hoff (* 4. Mai 1798 in Frankfurt am Main; † 6. März 1873 ebenda) war ein deutscher Kupferstecher, Lithograf, Zeichner und Zeichenlehrer.

## Leben

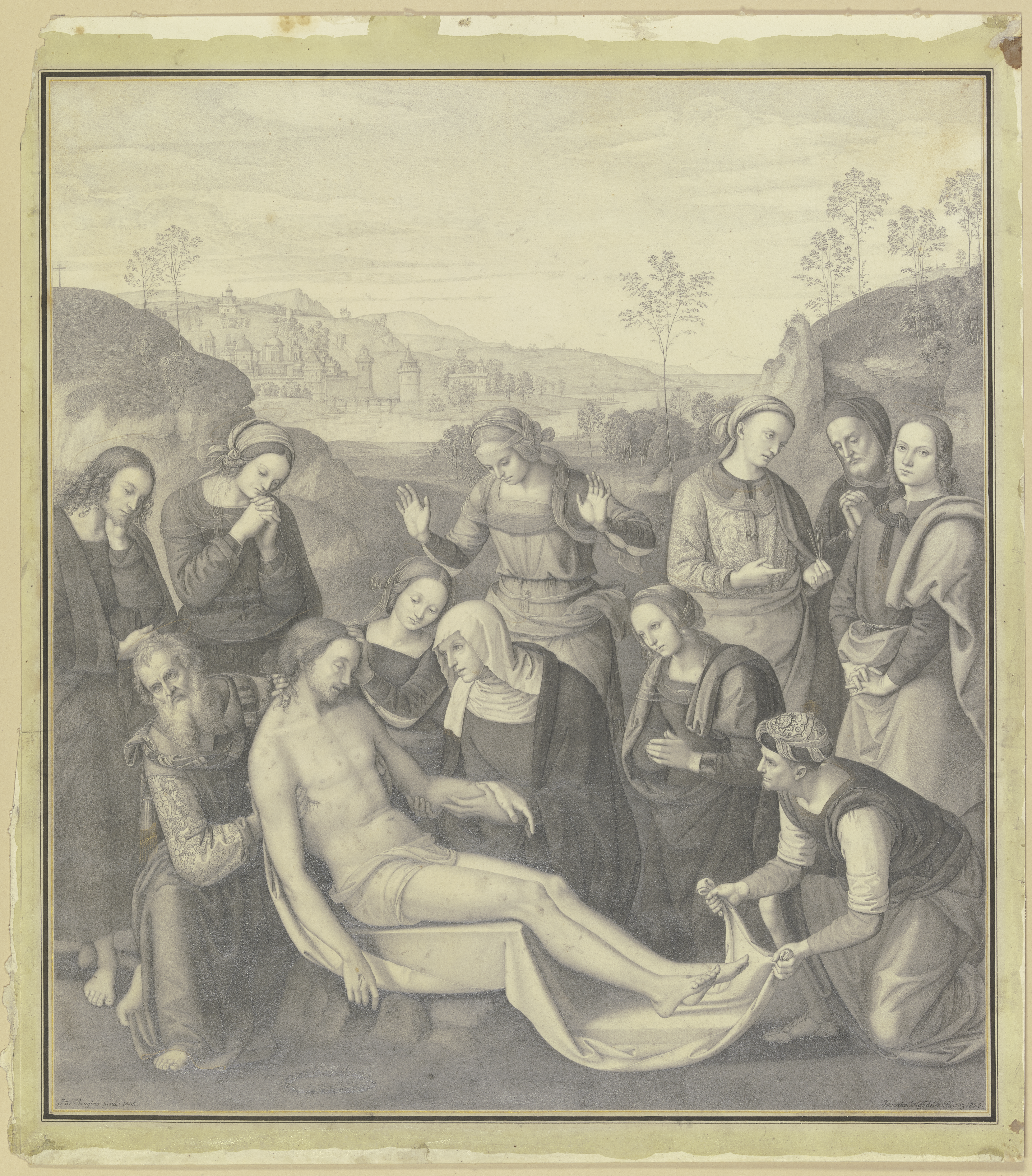
Beweinung Christi, Zeichnung nach dem Gemälde von Perugino im Palazzo Pitti in Florenz, 1825, Städelsches Kunstinstitut

Kreuzabnahme, Zeichnung nach einem im Frankfurter Weidenhof ausgestellten Gemälde, 1833, Städelsches Kunstinstitut

Nikolaus Hoff war ein älterer Bruder des Kupferstechers Carl Hoff. Ermuntert durch den Radierer und Maler Anton Radl ließ er sich zunächst bei dem Frankfurter Kupferstecher Johann Gottlieb Prestel ausbilden. Von 1815 bis 1821 besuchte er die Kunstschule Stuttgart. Dort war er Schüler von Johann Gotthard von Müller. 1819 besuchte er Dresden, später München.
Als Stipendiat des Städelschen Instituts kam er am 21. Oktober 1822 nach Rom. In dieser Zeit freundete er sich mit Ludwig Richter an, zu dessen Bekehrung zu Christus 1824 er wesentlich beitrug und dem er zeitlebens verbunden blieb. Neben Julius Schnorr von Carolsfeld, Josef von Hempel und Carl Koopmann sang er im Chor der evangelisch-lutherischen Gemeinde zu Rom. 1824 besuchte er Perugia und Assisi, 1825 Neapel und Florenz. 
Spätestens 1826 kehrte er nach Frankfurt zurück. 1827 heiratete er Elisabeth Scheurer. Aus der Ehe ging der spätere Frankfurter Zeichenlehrer und Künstlerbiograf Johann Friedrich Hoff (1832–1913) hervor. Neben seiner Arbeit als Kupferstecher, Lithograf und Zeichner wirkte Nikolaus Hoff in Frankfurt als Zeichenlehrer. Eine seiner Schülerinnen war Elisabeth Schultz.

## Werk (Auswahl)
- Kreuzabnahme, Zeichnung nach Paolo Veronese
- Einführung der Künste in Deutschland, Zeichnung nach Philipp Veit
- Aussetzung Mosis, vier Zeichnungen nach Philipp Veit
- Verlobung der hl. Catharina, Brillantstich nach einem Antwerpener Meister des 16. Jahrhunderts
- Beweinung Christi nach Perugino, Bleistiftzeichnung (1825), Steindruck (1835), Stich (1867)